# Chico Hamilton
Chico Hamilton, nome artístico de Foreststorn Hamilton (Los Angeles, 20 de setembro de 1921 – Nova York, 25 de novembro de 2013), foi um baterista de jazz norte-americano.
Iniciou a carreira como clarinetista durante a Segunda Guerra. Estudou bateria com Jo Jones e leitura com Billy Exner. No final dos anos de 1940, tocou com Lionel Hampton, Duke Ellington, Count Basie e com Lena Horne (1948–1955). Também tocou com Ella Fitzgerald, Billie Holiday, Sammy Davis Jr., Tony Bennett, Billy Eckstein e Nat King Cole.
Foi um dos membros do quarteto de Gerry Mulligan (1952–1953) e em 1955, formou seu primeiro quinteto, um grupo de jazz de câmara com Buddy Collette, além do guitarrista Jim Hall, o baixista Carson Smith e o violoncelista Fred Katz.
Entre os músicos que participaram de seus grupos, estão Larry Coryell (1966), Steve Potts (1967), Arthur Blythe, Paul Horn, Eric Dolphy, Steve Turre e Eric Person. Em 1987, passou a tocar com o grupo "Euphoria".

## Discografia
- 1955 Chico Hamilton Trio
- 1955 Chico Hamilton Quintet feat. Buddy Collette
- 1960 Original Chico Hamilton Quintet
- 1956 Chico Hamilton Quintet In Hi-Fi
- 1956 Chico Hamilton Trio (LP)
- 1957 Chico Hamilton Quintet
- 1957 Zen: The Music Of Fred Katz
- 1957 Sweet Smell Of Success
- 1958 South Pacific In Hi-Fi
- 1958 Chico Hamilton Trio intro. Freddie Gambrel
- 1959 Ellington Suite
- 1959 With Strings Attached
- 1959 Gongs East!
- 1959 The Three Faces Of Chico
- 1959 That Hamilton Man
- 1960 Bye Bye Birdie/Irma La Douce
- 1960 Chico Hamilton Special
- 1962 Drumfusion
- 1962 Litho
- 1962 A Different Journey
- 1962 Passin' Thru
- 1963 Man From Two Worlds
- 1965 Chic Chic Chico
- 1966 El Chico
- 1966 The Further Adventures Of El Chico
- 1966 The Dealer
- 1967 The Best of Chico Hamilton
- 1968 The Gamut
- 1969 The Head Hunters
- 1970 El Exigente/The Demanding One
- 1973 The Master
- 1974 Live At Montreux (w/Albert King & Little Milton
- 1975 Peregrinations
- 1976 The Players
- 1977 Catwalk
- 1979 Reaching For The Top
- 1980 Nomad
- 1988 Euphoria
- 1990 Transfusion
- 1991 Reunion
- 1992 Arroyo
- 1993 Trio!
- 1994 My Panamanian Friend (The Music Of Eric Dolphy)
- 1994 Dancing To A Different Drummer
- 1998 Complete Pacific Jazz Recordings of the Chico Hamilton Quintet
- 1999 Timely
- 2000 Original Ellington Suite
- 2001 Foreststorn
- 2002 Thoughts Of...
- 2006 Juniflip
- 2006 Believe
- 2006 6th Avenue Romp
- 2006 Heritage-
- 2006 SoulFeast presents Chico Hamilton- The Groove Master re-Fuzed